# إيفان ماركيز ألفاريز
إيفان ماركيز ألفاريز (بالإسبانية: Iván Márquez Álvarez) (9 يونيو 1994 في إسبانيا - ) هو لاعب كرة قدم إسباني في مركز الدفاع. لعب مع أوساسونا.

## وصلات خارجية
- إيفان ماركيز ألفاريز على موقع قاعدة بيانات كرة القدم.إي يو (الإنجليزية)
- إيفان ماركيز ألفاريز على موقع Soccerway.com (الإنجليزية)
- إيفان ماركيز ألفاريز على موقع عالم كرة القدم.نت (الإنجليزية)
- إيفان ماركيز ألفاريز على موقع AS.com (الإسبانية)